# Lawrence C. Jones
Lawrence Clark Jones (* 10. August 1893 in Rutland, Vermont; † 9. Juli 1972 ebenda) war ein US-amerikanischer Jurist und Politiker, der von 1931 bis 1941 Vermont Attorney General war.

## Leben
Lawrence Clark Jones war Sohn von Joseph C. Jones und Alice Jones. Seine Zulassung zum Anwalt in Vermont erhielt er im Jahr 1918 und die Zulassung zum U.S. Supreme Court im Jahr 1934. Als Mitglied der Republikanischen Partei von Vermont hatte er einen Sitz im Senat von Vermont. Jones war Freimaurer.
Er war mit Clara Hitchcock Jones (1891–1985) verheiratet. Jones starb 1972 in Rutland, Vermont, sein Grab befindet sich auf dem Evergreen Cemetery in Rutland.